# Digitalis
Digitalis (/ˌdɪdʒɪˈteɪlɪs/ hoặc /ˌdɪdʒɪˈtælɪs/) là một chi chứa khoảng 20-30 loài của cây thân thảo lâu năm,  cây bụi và cây hai năm, trong tiếng Việt thường được gọi đối với 2 loài du nhập (D. lanata và D. purpurea) là dương địa hoàng, mao địa hoàng hay lồng đèn.
Theo truyền thống, chi này được đặt trong họ Scrophulariaceae, nhưng các nghiên cứu phát sinh chủng loài học gần đây đã đặt nó trong họ Plantaginaceae được mở rộng ra rất nhiều. Chi này có nguồn gốc ở miền tây và tây nam châu Âu, miền tây và trung châu Á và tây bắc châu Phi. Những bông hoa mọc thành cụm cao, hình ống và màu sắc khác nhau tùy theo loài, từ màu tím đến hồng, trắng vàng. Tên khoa học có nghĩa là "giống như ngón tay" và nói đến sự dễ dàng mà hoa có thể gắn khít vào đầu ngón tay của con người.
Loài được biết đến nhiều nhất là dương địa hoàng hay lồng đèn tía (Digitalis purpurea). Loài cây hai năm này thường được trồng làm cây cảnh do màu sắc hoa rực rỡ của nó, có màu từ các tông màu tím khác nhau qua màu hồng đến trắng thuần khiết. Những bông hoa này cũng có thể có các đốm và vết màu khác nhau. Các loài phù hợp với làm vườn khác bao gồm D. ferruginea, D. grandiflora, D. lutea và D. parviflora.
Thuật ngữ  digitalis  cũng được sử dụng cho các chế phẩm thuốc có chứa glicozit tim mạch, đặc biệt là một loại gọi là digoxin, được chiết từ nhiều loài cây thuộc chi này. Dương địa hoàng có công dụng chữa bệnh nhưng cũng có thể gây độc cho người và các loài động vật khác.

## Từ nguyên
Tên gọi "foxglove" được ghi lại lần đầu tiên vào năm 1542 bởi Leonhard Fuchs (1501-1566), bác sĩ kiêm nhà thực vật học người Đức, người mang họ Fuchs, là từ tiếng Đức có nghĩa là "con cáo" (chi thực vật Fuchsia cũng được đặt theo họ của ông). Chi digitalis là từ Latinh digitus (ngón tay), có lẽ để nói đến hình dạng của những bông hoa, chứa khít ngón tay khi hình thành đầy đủ.
Vì thế, tên gọi này được ghi lại trong tiếng Anh cổ là foxes glofe/glofa hoặc fox's glove. Theo thời gian, các truyền thuyết dân gian làm lu mờ nguồn gốc theo nghĩa đen của tên gọi, ám chỉ rằng những con cáo đeo những bông hoa trên bàn chân của chúng để làm cho chuyển động của chúng nhẹ nhàng khi chúng lén lút săn lùng con mồi. Những sườn đồi rừng nơi những con cáo làm tổ thường được che phủ bởi những bông hoa độc hại này. Một số tên gọi đáng sợ hơn, như "witch's glove" (găng tay phù thủy), là nói đến độc tính của các loài cây này.
Henry Fox Talbot (1847) đề xuất tên gọi folks' glove, trong đó folk có nghĩa là thần tiên. Tương tự, R. C. A. Prior (1863) đã đề xuất một từ nguyên là foxes-glew, có nghĩa là 'âm nhạc thần tiên'. Tuy nhiên, cả hai gợi ý này đều không giải thích được dạng tiếng Anh cổ foxes glofa.
Tên gọi dương địa hoàng hay mao địa hoàng trong tiếng Việt là do sự tương tự bề ngoài với các loài địa hoàng (sinh địa, thục địa) thuộc chi Rehmannia.

## Môi trường sống
Các loài Digitalis phát triển tốt trên đất chua, dưới ánh nắng một phần đến nhiều bóng râm, trong một loạt các môi trường sống, bao gồm rừng thưa, các khoảng phát quang trong đồng rừng, rìa truông và đồng hoang thạch nam, vách đá, sườn núi đá và các bờ rào. Nó thường được tìm thấy tại những nơi mà mặt đất bị xáo trộn, chẳng hạn như vùng rừng thưa bị đốn hạ sạch sẽ gần đây hoặc nơi có thảm thực vật đã bị cháy.
Ấu trùng của Eupithecia pulchellata, một loại sâu bướm, ăn hoa của dương địa hoàng như một loại thức ăn. Các loài khác cánh vẩy khác ăn lá cây, bao gồm cả Noctua comes.

## Phân loại
Các tài liệu chưa có sự thống nhất về số lượng loài. Danh sách dưới đây lấy theo Plants of the World Online và The Plant List.
- Digitalis sect. Digitalis
  - Digitalis mariana Boiss., 1841
  - Digitalis minor L., 1767
  - Digitalis purpurea L., 1753
  - Digitalis thapsi L., 1763
  - Digitalis × coutinhi Samp., 1947 = D. purpurea × D. thapsi
- Digitalis sect. Frutescentes
  - Digitalis obscura L., 1763
- Digitalis sect. Globiflorae
  - Digitalis cariensis Boiss. Ex Benth., 1846
  - Digitalis ferruginea L., 1753
  - Digitalis lamarckii Ivanina, 1955
  - Digitalis laevigata Waldst. & Kit., 1804
  - Digitalis lanata Ehrh., 1792
  - Digitalis nervosa Steud. & Hochst. Ex Benth., 1846 (đồng nghĩa: D. laevigata C.A.Mey, 1831)
- Digitalis sect. Grandiflorae
  - Digitalis atlantica Pomel, 1874
  - Digitalis ciliata Trautv., 1866
  - Digitalis davisiana Heywood, 1949
  - Digitalis grandiflora Mill., 1768
  - Digitalis lutea L., 1753
  - Digitalis viridiflora Lindl., 1821
  - Digitalis × charrelii Heldr. ex Charrel, 1892 = D. lutea × D. viridoflora
  - Digitalis × intermedia Pers., 1806 = D. grandiflora × D. lutea
- Digitalis sect. Isoplexis (= Isoplexis)
  - Digitalis canariensis L., 1753 (= Isoplexis canariensis (L.) Loudon, 1829)
  - Digitalis chalcantha  (Svent. & O'Shan.) Albach, Bräuchler & Heubl, 2008
  - Digitalis isabelliana (Webb & Berthel.) Linding., 1926
  - Digitalis sceptrum L.f., 1782
- Digitalis sect. Tubiflorae
  - Digitalis parviflora Jacq., 1770 (không All., 1773 = D. lutea, không Lam., 1779 = D. lutea)
- Digitalis sect. Subalpinae
  - Digitalis micrantha Roth ex Schweigg., 1812 (không D. micrantha Roth, 1821 nom. inval.) = D. lutea subsp. australis ?
  - Digitalis subalpina Braun-Blanq., 1928
- Loài lai ghép liên tổ (Nothospecies intersectio)
  - Digitalis × campbelliana W.H.Baxter, 1839 = D. grandiflora × ?
  - Digitalis × denticulata Tausch, 1836 = D. laevigata × D. parviflora
  - Digitalis × di-tellae Trotter, 1908 = D. ferruginea × D. micrantha
  - Digitalis × fucata Ehrh., 1792 (đồng nghĩa: D. intermedia Lapeyr, 1818) = D. lutea × D. purpurea
  - Digitalis × fulva Lindl., 1821 = D. grandiflora × D. purpurea
  - Digitalis × fuscescens Waldst. & Kit., 1812 = D. grandiflora × D. laevigata
  - Digitalis × macedonica Heywood, 1951 = D. laevigata × D. viridiflora
  - Digitalis × pelia Zerbst & Bocquet, 1975 = D. laevigata × D. grandiflora
  - Digitalis × sibirica Lindl, 1821 = D. lanata × D. lutea ? = D. × ujhelyii ?
  - Digitalis × ujhelyii B.Augustin & Szathm., 1930 = D. lanata × D. lutea
  - Digitalis × velenovskyana Soó, 1966 = D. grandiflora × D. lanata = D. fuscescens Velen., 1809
  - Digitalis × rhodopaea Toman & Stary, 1964 = D. lanata × D. viridiflora
- Chưa rõ ràng hoặc đồng nghĩa:
  - Digitalis cedretorum (Emb.) Maire, 1940 = D. subalpina ?
  - Digitalis ikarica (P.H.Davis) Strid, 2012 (đồng nghĩa: D. leucophaea subs. ikarica P.H.Davis, 1978
  - Digitalis leucophaea Sm., 1809 = đồng nghĩa của D. lanata ?
  - Digitalis media Elmiger, 1812 = D. lutea
  - Digitalis × media Roth, 1800 = D. lutea
  - Digitalis × purpurascens Lindl., 1821
  - Digitalis × purpurascens Roth, 1800 = D. purpurea
  - Digitalis purpurascens Lej., 1813 = D. purpurea
  - Digitalis transiens Maire, 1940 = D. subalpina ?
  - Digitalis trojana Ivanina, 1955

## Sử dụng y học

### Tim mạch
Một nhóm các loại thuốc được chiết từ cây dương địa hoàng được gọi là digitalin. Việc sử dụng chất chiết từ D. purpurea có chứa glicozit tim mạch để điều trị các bệnh  tim mạch được William Withering mô tả lần đầu tiên trong văn liệu y khoa tiếng Anh vào năm 1785, được coi là sự khởi đầu của phương pháp trị liệu hiện đại. Nó được sử dụng để tăng khả năng co bóp của tim (nó là một tác nhân biến lực tính dương) và như một loại thuốc chống loạn nhịp tim để kiểm soát nhịp tim, đặc biệt là trong tình trạng rung tâm nhĩ không đều (và thường là nhanh). Do đó, Digitalis thường được kê đơn cho các bệnh nhân rung nhĩ, đặc biệt nếu họ được chẩn đoán mắc suy tim sung huyết. Digoxin đã được phê duyệt cho bệnh suy tim vào năm 1998 theo các quy định hiện hành của Cục quản lý Thực phẩm và Dược phẩm Hoa Kỳ (FDA) trên cơ sở nghiên cứu ngẫu nhiên và thử nghiệm lâm sàng. Nó cũng đã được phê duyệt để kiểm soát tốc độ đáp ứng của tâm thất cho bệnh nhân rung nhĩ. Hướng dẫn của Hội Tim học Hoa Kỳ (ACC)/Hiệp hội Tim mạch Hoa Kỳ (AHA) khuyên dùng digoxin trong điều trị suy tim mạn tính có triệu chứng cho bệnh nhân bị suy giảm chức năng tâm thu, bảo toàn chức năng tâm thu và/hoặc kiểm soát tốc độ rung nhĩ bằng phản ứng tâm thất nhanh. Hướng dẫn của Hiệp hội Suy tim Hoa Kỳ đối với bệnh suy tim đưa ra các khuyến cáo tương tự. Mặc dù sự chấp thuận của FDA và các khuyến cáo hướng dẫn là tương đối gần đây, nhưng việc sử dụng digoxin trong điều trị đang giảm dần với những bệnh nhân suy tim, có khả năng là do kết quả của một vài yếu tố. Những lo ngại về an toàn liên quan đến mối liên hệ được đề xuất giữa liệu pháp digoxin và tỷ lệ tử vong tăng lên ở phụ nữ có thể góp phần vào giảm sử dụng digoxin trong điều trị.

### Biến thể

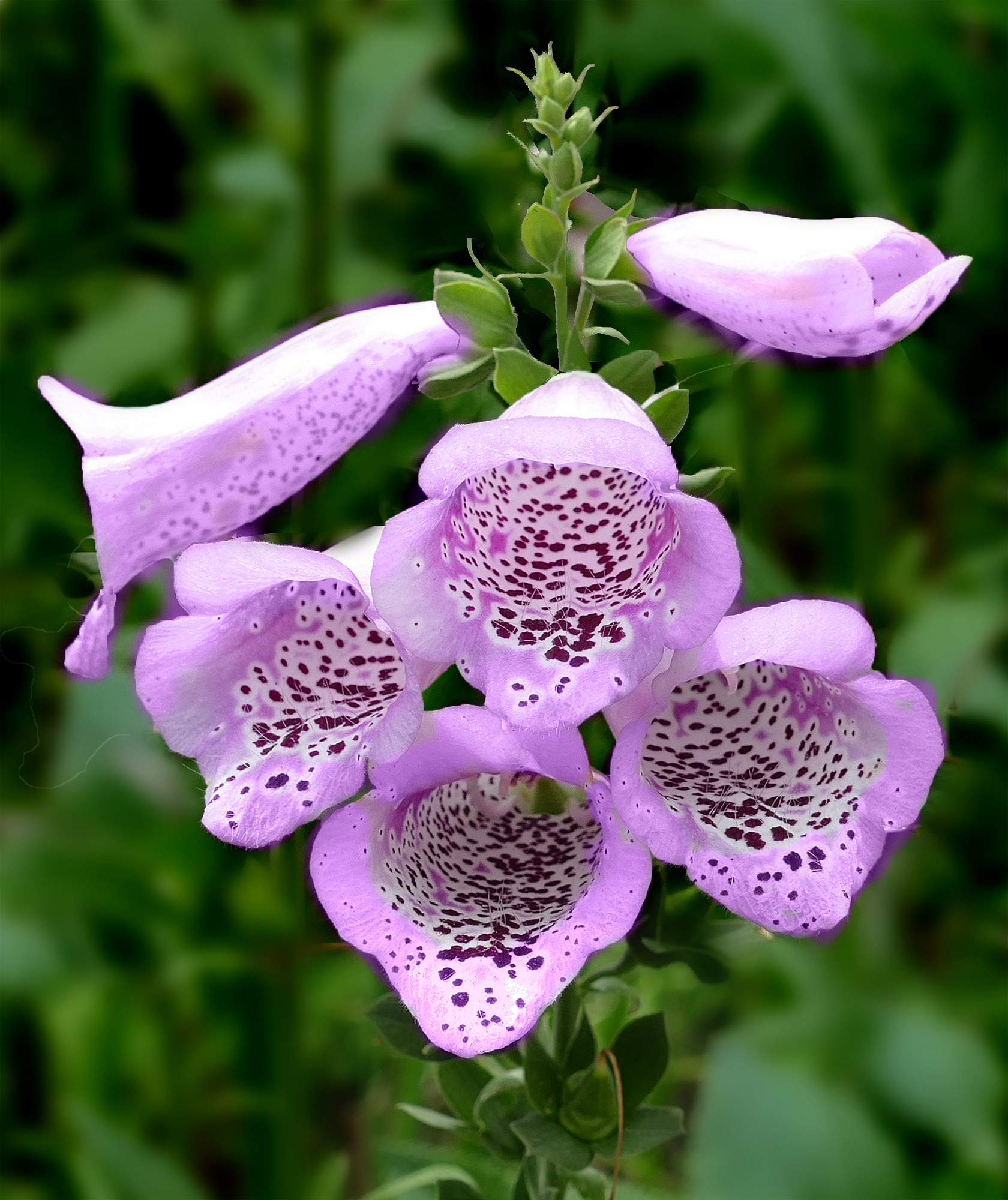
Digitalis purpurea – hoa tím nhạt

Một nhóm các hợp chất có hoạt tính dược lý được chiết xuất chủ yếu từ lá của cây năm thứ hai và ở dạng tinh khiết được gọi bằng các tên hóa học phổ biến, như digitoxin hay digoxin, hoặc bằng các tên nhãn hiệu tương ứng là Crystodigin và Lanoxin. Hai loại thuốc khác nhau ở chỗ digoxin có nhóm hydroxyl bổ sung ở vị trí C-3 trên vòng B (liền kề với pentan). Cả hai phân tử bao gồm một lacton và một đường lặp lại ba lần được gọi là glicozit.

### Cơ chế hoạt động
Digitalis hoạt động bằng cách ức chế natri-kali ATPase. Điều này dẫn đến sự gia tăng nồng độ các ion natri nội bào và do đó làm giảm gradient nồng độ ngang qua màng tế bào. Sự gia tăng natri nội bào này làm cho bộ trao đổi Na/Ca (NCX) đảo ngược điện thế, nghĩa là chuyển từ bơm natri vào tế bào để đổi lấy việc bơm calci ra khỏi tế bào thành việc bơm natri ra khỏi tế bào để đổi lấy việc bơm calci vào tế bào. Điều này dẫn đến sự gia tăng nồng độ calci tế bào chất, giúp cải thiện khả năng co bóp của tim. Trong điều kiện sinh lý bình thường, calci tế bào chất được sử dụng trong các co bóp tim bắt nguồn từ lưới cơ tương, một cơ quan tử nội bào chuyên lưu trữ calci. Trẻ sơ sinh, một số động vật và bệnh nhân bị suy tim mạn tính thiếu lưới cơ tương phát triển và hoạt động đầy đủ và phải dựa vào bộ trao đổi Na/Ca để cung cấp tất cả hoặc phần lớn calci tế bào chất cần thiết cho sự co bóp của tim. Để điều này xảy ra, natri tế bào chất phải vượt quá nồng độ điển hình của nó để tạo ra sự đảo ngược về điện thế, điều xảy ra tự nhiên ở trẻ sơ sinh và một số động vật chủ yếu thông qua nhịp tim tăng cao; ở những bệnh nhân bị suy tim mạn tính, nó xảy ra thông qua việc điều trị bằng digitalis. Do khả năng co bóp tăng lên, thể tích tim bóp tăng lên. Cuối cùng, digitalis làm tăng cung lượng tim (Cung lượng tim = Thể tích tim bóp x Nhịp tim). Đây là cơ chế làm cho loại thuốc này trở thành phương pháp điều trị phổ biến cho bệnh suy tim sung huyết, với đặc trưng là cung lượng tim thấp. Digitalis cũng có tác dụng phế vị (mê tẩu) đối với hệ thần kinh đối giao cảm, và như vậy được sử dụng trong điều trị rối loạn nhịp tim tái phát và làm chậm tốc độ tâm thất trong rung nhĩ. Sự phụ thuộc vào hiệu ứng phế vị có nghĩa là digitalis không hiệu quả khi bệnh nhân có hệ thần kinh giao cảm cao, đó là trường hợp với những người bị bệnh nặng và khi tập thể dục.

## Độc tính
Độc tính của Digitalis (còn được gọi là ngộ độc digitalis) là kết quả của việc sử dụng quá liều digitalis và gây ra buồn nôn, nôn mửa và tiêu chảy, cũng như đôi khi dẫn đến chứng sắc vàng (bị vàng da hoặc thị giác màu vàng) và sự xuất hiện của các đường viền mờ (quầng), chảy nước dãi, nhịp tim bất thường, rối loạn nhịp tim, yếu ớt, suy sụp, đồng tử giãn, run, co giật và thậm chí tử vong. Nhịp tim chậm cũng có thể xảy ra. Do một tác dụng phụ thường xuyên của digitalis là làm giảm thèm ăn, một số cá nhân đã sử dụng thuốc này như một chất hỗ trợ giảm cân.
Digitalis là một ví dụ về loại thuốc có nguồn gốc từ một loại thực vật trước đây được sử dụng trong dân gian và thảo dược; các nhà thảo dược phần lớn đã từ bỏ việc sử dụng vì chỉ số trị liệu hẹp của nó và khó khăn trong việc xác định lượng thuốc hoạt hóa trong các chế phẩm thảo dược. Một khi tính hữu ích của digitalis trong việc điều chỉnh mạch của con người, nó từng được sử dụng cho nhiều mục đích khác nhau, bao gồm điều trị động kinh và các rối loạn tai biến động kinh khác, nhưng hiện nay được coi là phương pháp điều trị không phù hợp.
Tùy thuộc vào loài, dương địa hoàng có thể chứa một vài glicozit tim mạch và steroid có liên quan về mặt hóa học và gây tử vong về mặt sinh lý. Do đó, các loài dương địa hoàng đã từng có một số tên gọi độc ác hơn trong tiếng Anh như: dead man's bells (chuông của người chết) và withch's gloves (găng tay phù thủy).
Toàn bộ cây là có độc (bao gồm cả rễ và hạt). Tử vong hiếm xảy ra, nhưng có thông báo về các ca xảy ra. Hầu hết các phơi nhiễm thực vật xảy ra ở trẻ em dưới 6 tuổi, thường là do vô ý và không có độc tính đáng kể đi kèm. Độc tính nghiêm trọng hơn xảy ra khi trẻ vị thành niên và người trưởng thành cố ý ăn nó. Các triệu chứng ban đầu của việc ăn nó bao gồm buồn nôn, nôn mửa, tiêu chảy, đau bụng, ảo giác hoang dại, mê sảng và đau đầu dữ dội. Tùy thuộc vào mức độ nghiêm trọng của ngộ độc, sau đó nạn nhân có thể bị mạch đập không đều và chậm, run rẩy, các rối loạn não khác nhau, đặc biệt là về trạng thái thị giác (thị giác màu sắc khác thường (xem chứng sắc vàng) với các vật thể có quầng màu từ hơi vàng đến xanh lục và xanh lam xung quanh), co giật và những rối loạn tim gây chết người. Để biết mô tả của một ca, xem bài viết của Lacassie. "Thời kỳ vàng" của Vincent van Gogh có thể đã chịu ảnh hưởng bởi trị liệu digitalis, vào thời điểm đó được cho là để kiểm soát các cơn động kinh. Như đã lưu ý ở trên, các hiệu ứng ngộ độc thị giác khác của digitalis bao gồm thị lực mờ nói chung, cũng như việc nhìn thấy một "quầng" xung quanh mỗi điểm sáng.
Trong một số trường hợp, người ta hay nhầm lẫn digitalis với cây sẹ (liên mộc, Symphytum spp.) tương đối vô hại và thường được dùng để pha trà, với hậu quả chí tử. Các tai nạn chết người khác liên quan đến việc trẻ em uống nước trong bình chứa các cây dương địa hoàng. Sấy khô không làm giảm độc tính của cây. Các cây này là độc hại với động vật, bao gồm tất cả các nhóm gia súc, gia cầm, cũng như với mèo và chó.
Ngộ độc digitalis có thể gây ra phong bế tim và hoặc là nhịp tim chậm (giảm nhịp tim) hoặc là nhịp tim nhanh (tăng nhịp tim), tùy thuộc vào liều lượng và tình trạng tim của từng người. Đáng chú ý, thủ thuật tim mạch điện (gây "sốc" tim) thường không được chỉ định trong rung thất trong ngộ độc digitalis, do nó có thể làm tăng chứng rối loạn nhịp tim. Ngoài ra, loại thuốc kinh điển được lựa chọn cho rung thất trong tình huống khẩn cấp, amiodarone, có thể làm trầm trọng thêm chứng rối loạn nhịp tim do digitalis gây ra, do đó, thuốc lựa chọn thứ hai lidocaine thường được sử dụng.

## Digoxigenin
Digoxigenin (DIG) là một steroid chỉ được tìm thấy trong hoa và lá của 2 loài D. purpurea và D. lanata. Nó được sử dụng như một đầu dò phân tử để phát hiện DNA hoặc RNA. Nó có thể dễ dàng gắn vào các nucleotide bằng các sửa đổi hóa học. Các phân tử DIG thường liên kết với các  nucleotide uridine; Sau đó, có thể tích hợp uridine gắn nhãn DIG (DIG-U) vào RNA thông qua phiên mã in vitro. Khi lai ghép hóa xảy ra in situ, các đầu dò RNA với DIG-U tích hợp có thể được phát hiện bằng các kháng thể kháng DIG tiếp hợp với phosphatase kiềm. Để phát hiện các phiên mã lai ghép, phosphatase kiềm có thể cho phản ứng với một tác nhân sinh màu để tạo ra kết tủa có màu.

## Thư viện ảnh

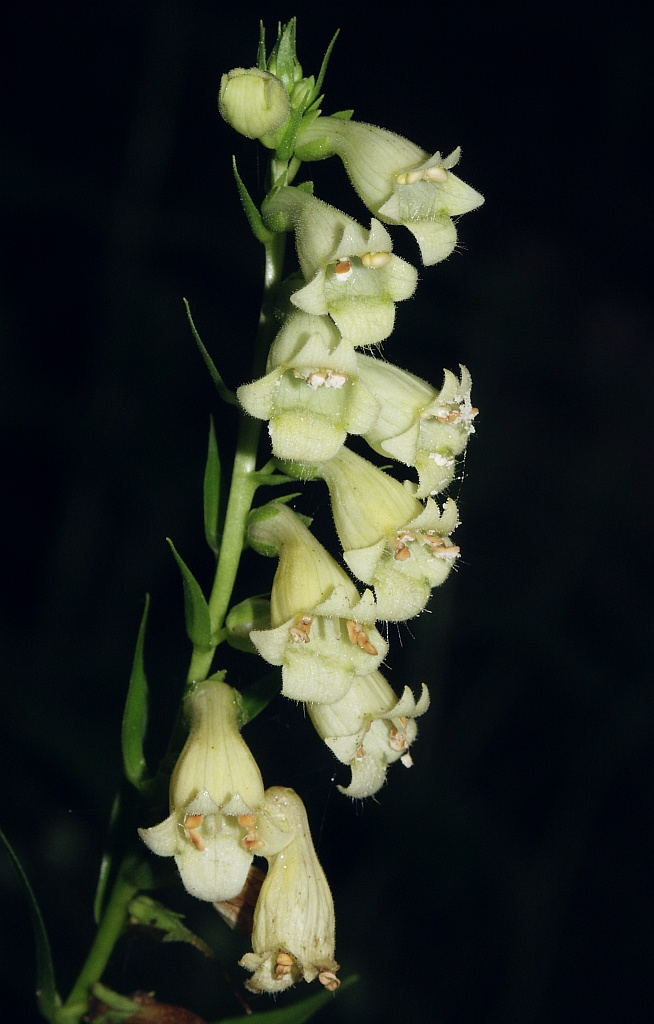
Digitalis lutea.
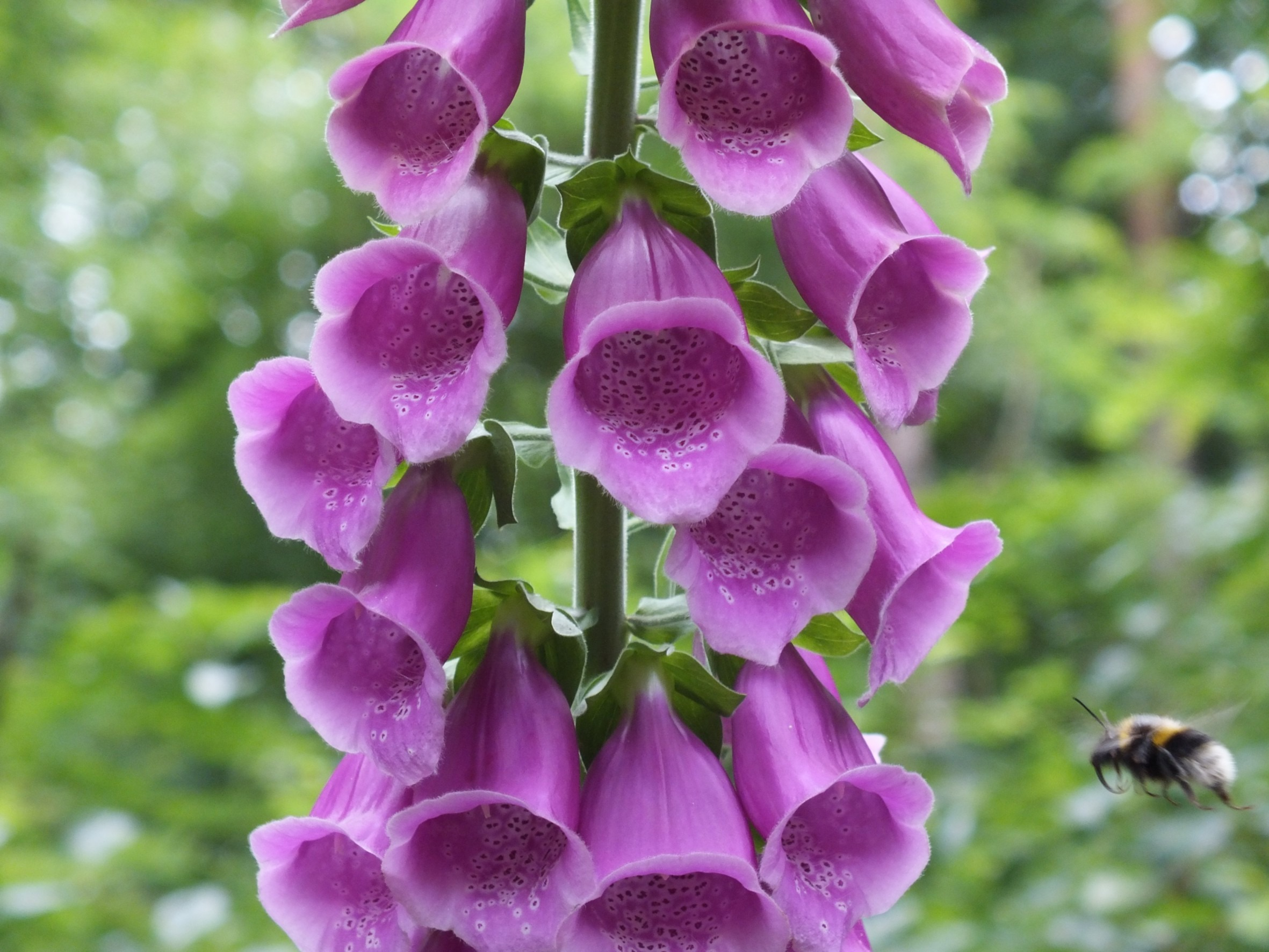
Lồng đèn tía với một con ong.
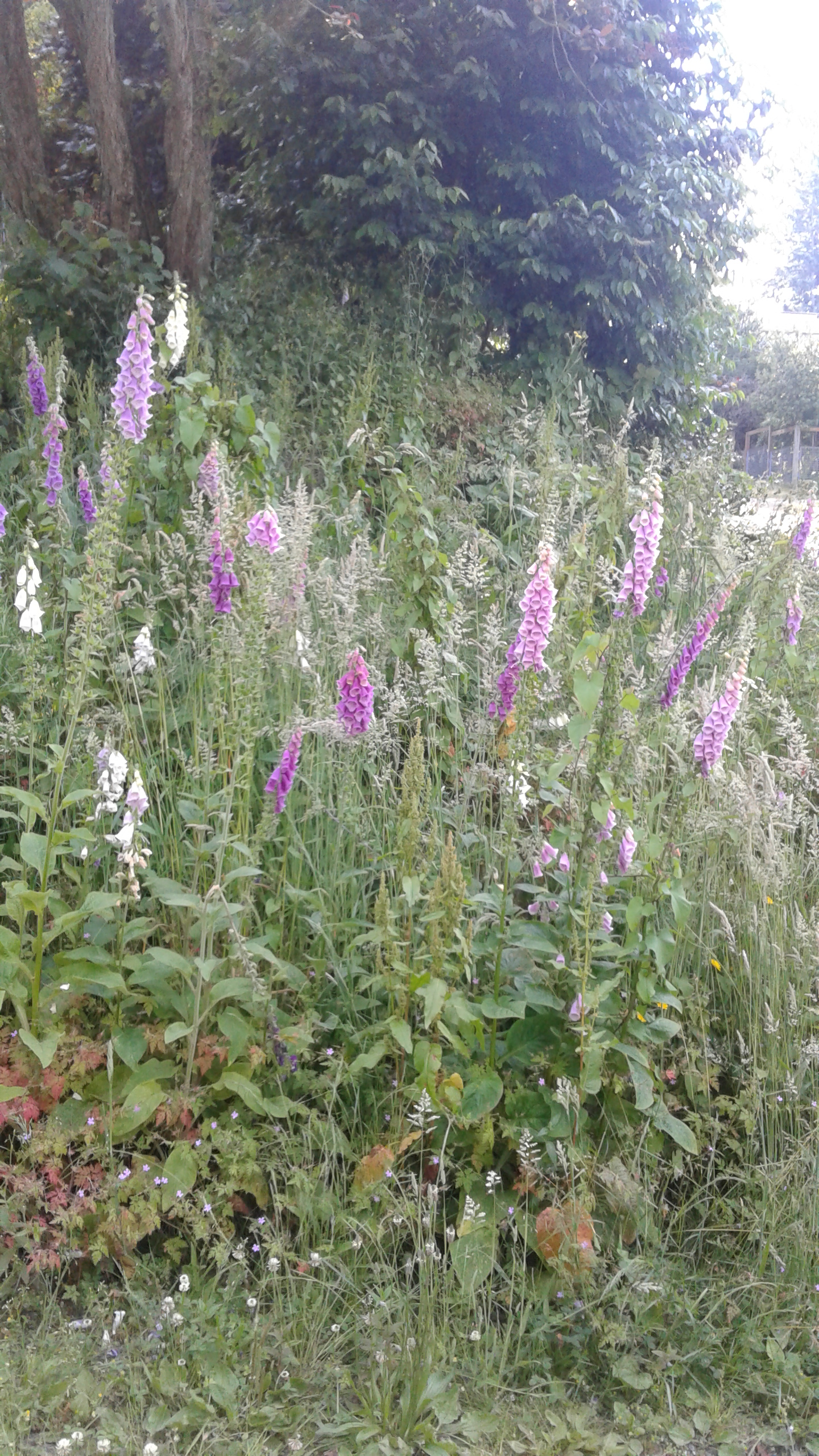
Một mảng rừng với Digitalis purpurea và Digitalis lutea ở Seattle.
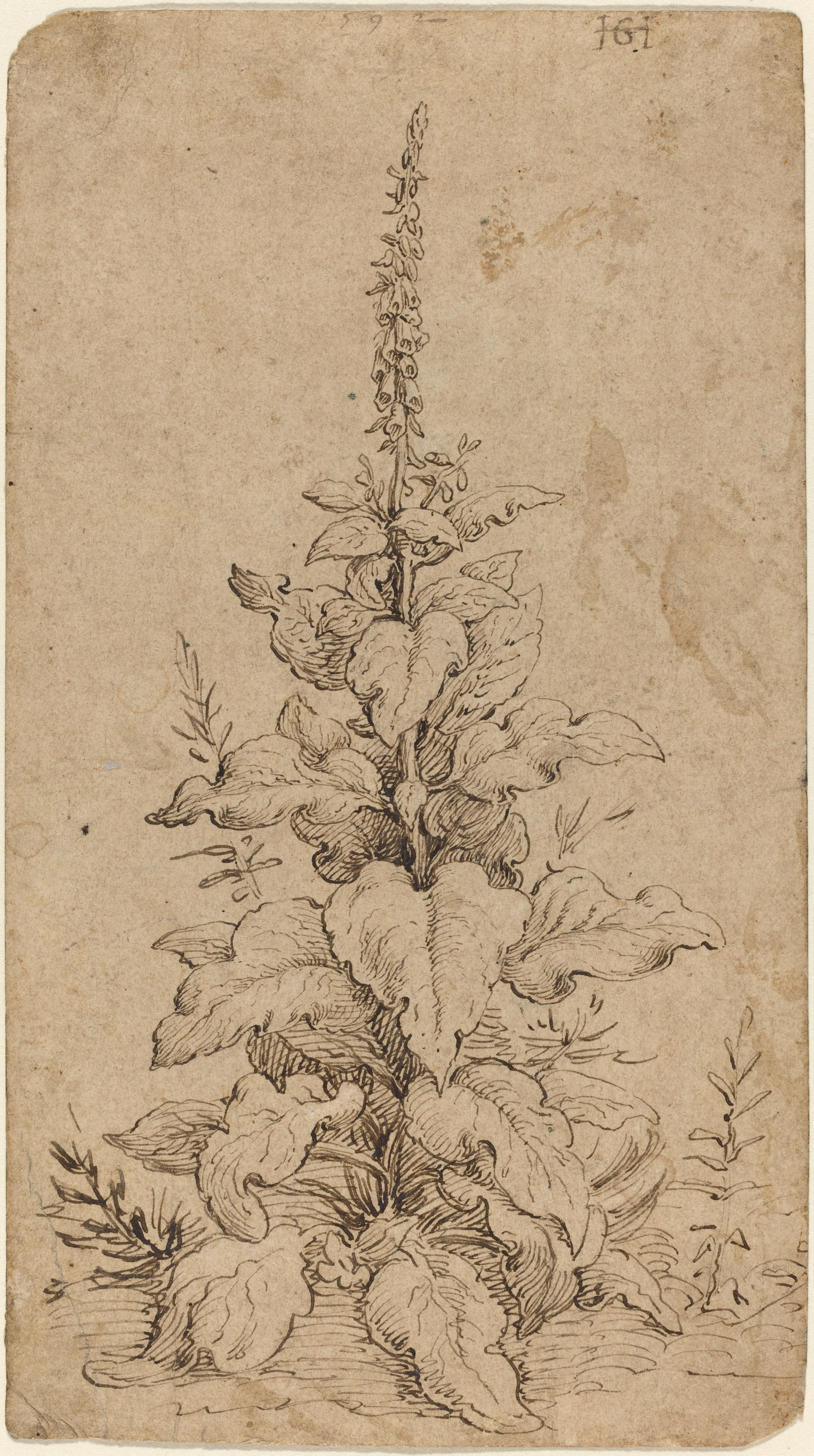
Hendrik Goltzius, Lồng đèn nở hoa, 1592, Phòng trưng bày Nghệ thuật Quốc gia, NGA 94900.
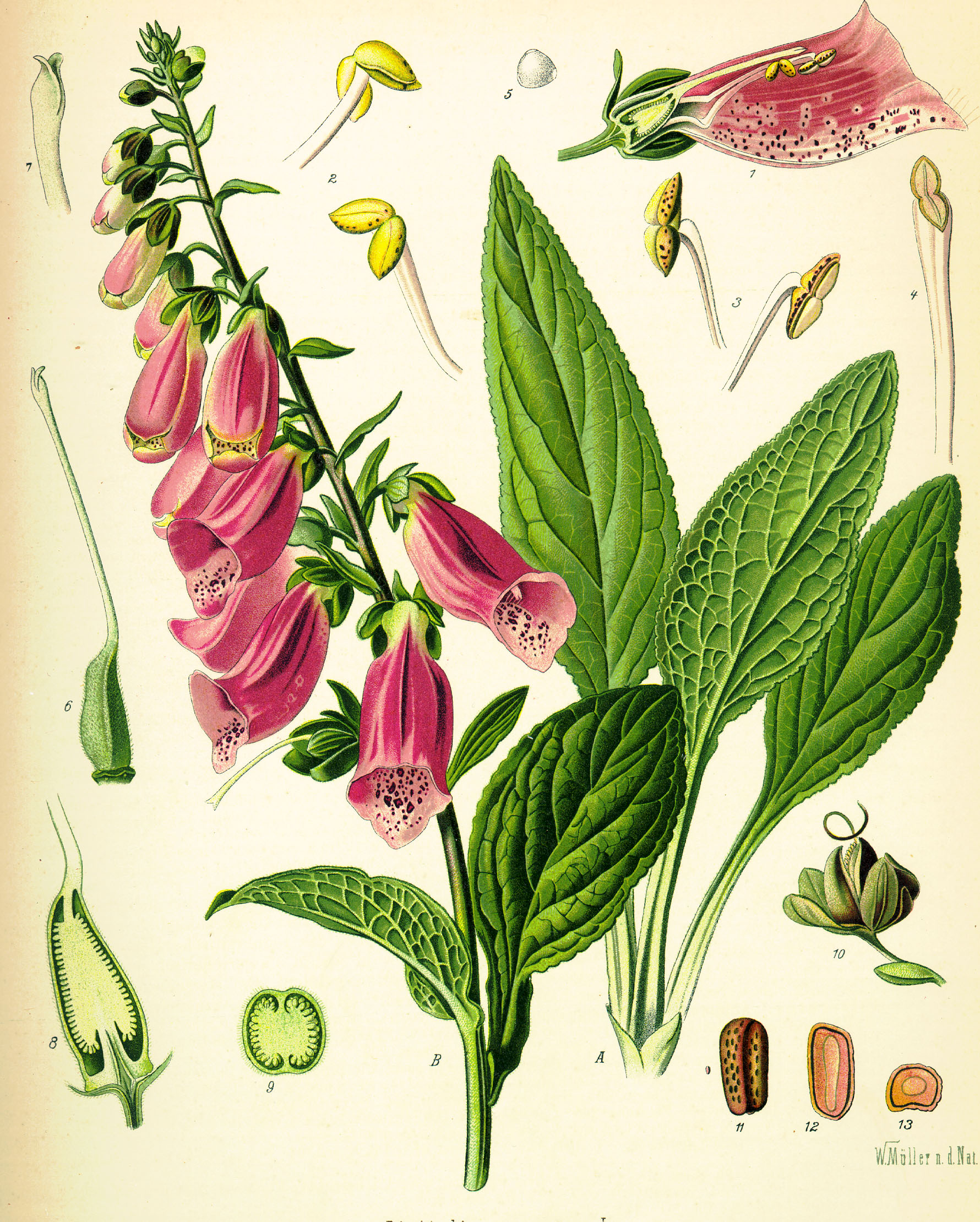
Digitalis purpurea do Franz Köhler vẽ.